# Burung Mandi
Burung Mandi is een bestuurslaag in het regentschap Belitung Timur van de provincie Bangka-Belitung, Indonesië. Burung Mandi telt 1298 inwoners (volkstelling 2010).